# Nina Holden
Nina Holden est une mathématicienne norvégienne qui travaille en théorie des probabilités et processus stochastiques.

## Biographie
Étudiante à l'École secondaire supérieure de Berg à Oslo, Holden est la première femme à gagner le concours Abel, qui est l'Olympiade mathématique nationale de Norvège. Elle participe en 2005 à l' Olympiade mathématique internationale, où elle obtient une mention honorable avec l'un des deux meilleurs scores de l'équipe norvégienne.
Elle a étudié à l' Université d'Oslo en Norvège, où elle obtient une licence en mathématiques et sciences informatiques en 2008 et une maîtrise en mathématiques appliquées en 2010. Pendant qu'elle est étudiante à Oslo, elle est également visiteur de l' Université d'Oxford à partir de 2006 à 2007.
Après trois ans de travail en tant qu'analyste du marché de l'énergie (août 2010 - juin 2013), elle part au Massachusetts Institute of Technology pour des études supérieures,. Elle obtient un doctorat au MIT en 2018 avec une thèse intitulée  Cardy embedding of random planar maps and a KPZ formula for mated trees supervisée par Scott Sheffield,.
Elle est, en 2020, Junior Fellow à l'Institut d'études théoriques de l'École polytechnique fédérale de Zurich et a accepté un poste de professeur associé au Courant Institute of Mathematical Sciences de l'Université de New York à partir de 2021,. Depuis 2021, elle occupe ce poste.

## Recherche
Nina Holden travaille en théorie des probabilités et processus stochastiques, y compris les graphons, les cartes planaires aléatoires, l'évolution de Schramm-Loewner (en) et leurs applications à la gravité quantique, et la mécanique statistique.

## Publications (sélection)
- Ewain Gwynne, Nina Holden et Xin Sun, « A mating-of-trees approach for graph distances in random planar maps », Probability Theory and Related Fields, vol. 177, nos 3-4,‎ 2020, p. 1043-1102 (DOI 10.1007/s00440-020-00969-8, MR 4126936).
- Nina Holden et Russell Lyons, « Lower bounds for trace reconstruction », The Annals of Applied Probability, vol. 30, no 2,‎ 2020, p. 503-525 (DOI 10.1214/19-AAP1506, MR 4108114).
- Ewain Gwynne, Nina Holden, Joshua Pfeffer et Guillaume Remy, « Liouville quantum gravity with matter central charge in (1,25): a probabilistic approach », Communications in Mathematical Physics, vol. 376, no 2,‎ 2020, p. 1573-1625 (DOI 10.1007/s00220-019-03663-6, MR 4103975).
- Ewain Gwynne, Nina Holden et Jason Miller, « An almost sure KPZ relation for SLE and Brownian motion », Annals of Probability, vol. 48, no 2,‎ 2020, p. 527–573 (DOI 10.1214/19-AOP1385, MR 4089487).
- Ewain Gwynne, Nina Holden et Jason Miller, « Dimension transformation formula for conformal maps into the complement of an SLE curve », Probability Theory and Related Fields, vol. 176, nos 1-2,‎ 2019, p. 649–667 (DOI 10.1007/s00440-019-00952-y, MR 4055197).
- Nina Holden et Scott Sheffield, « Scaling limits of the Schelling model », Probability Theory and Related Fields, vol. 176, nos 1-2,‎ 2019, p. 219–292 (DOI 10.1007/s00440-019-00918-0, MR 4055190).

## Récompenses
- 2020 : Bernoulli Society New Researcher Award de la Société Bernoulli pour la statistique mathématique et les probabilités
- 2019 : SwissMAP Innovator Prize
- 2014-2017 : Bourse du Norwegian Research Council (en)
- 2021 : Nina Holden est l'une des trois lauréates du Maryam Mirzakhani New Frontiers Prize, attribué pour des réalisations en début de carrière d'une mathématicienne[6],[7]. Les deux autres lauréates sont Urmila Mahadev et Lisa Piccirillo[7].